# Stemotria
Stemotria es un género de plantas de flores de la familia Scrophulariaceae. 

## Especie
- Stemotria triandra

- Datos: Q9079788